# Franceska Toro
Franceska Toro (sinh năm 1993 tại Toa Baja) là chủ nhân cuộc thi sắc đẹp Puerto Rico, người đã đăng quang cuộc thi Hoa hậu Trái Đất Puerto Rico 2014 và đại diện cho Puerto Rico tại cuộc thi Hoa hậu Trái Đất 2014.

## Cuộc thi sắc đẹp

### Hoa hậu Mundo de Puerto Rico 2014
Franceska đã tham dự cuộc thi Hoa hậu Thế giới Puerto Rico 2014, đại diện cho Toa Baja, cô dừng chân ở vị trí Á hậu 1, trao cho cô quyền đại diện cho Puerto Rico tại Hoa hậu Trái Đất 2014 vào tháng 11. Cô là đại diện đầu tiên của Puerto Rico tại cuộc thi Hoa hậu Trái Đất từ nhượng quyền thương hiệu Hoa hậu Thế giới Puerto Rico do Shanira Blanco đứng đầu.

### Hoa hậu Trái Đất 2014
Toro sau đó đại diện cho Puerto Rico tại cuộc thi Hoa hậu Trái Đất 2014 tổ chức tại Diliman, Thành phố Quezon, Philippines, nơi cô nhận được 3 huy chương đồng cho các danh hiệu Darling of the Press, Trình diễn trang phục Cocktail, và Trình diễn trang phục Resort và cũng được trao tặng cho Miss Psalmstre và Miss Advance. Tuy nhiên, cô đã thất bại khi không có tên trong Top 16.
Cuộc thi đã giành chiến thắng bởi Jamie Herrell đến từ Philippines.